# 周茂非
周茂非（1963年4月—），男，汉族，黑龙江宝清人，中华人民共和国政治人物。毕业于中国矿业大学管理科学与工程专业，管理学博士。曾任中共北京市石景山区委副书记、石景山区区长。

## 生平
1986年8月参加工作。2006年10月起担任[北京市石景山区人民政府]]区长。